# Louvigny (Moselle)
Louvigny [luviɲi] ist eine französische Gemeinde mit 879 Einwohnern (Stand 1. Januar 2022) im Département Moselle in der Region Grand Est (bis 2015 Lothringen). Sie gehört zum Arrondissement Metz.

## Geographie
Die Gemeinde Louvigny liegt in Lothringen, 18 Kilometer südlich von Metz und fünf Kilometer südlich von Verny an der Grenze zum Département Meurthe-et-Moselle (frühere französische Grenze). Die Seille bildet die westliche Gemeindegrenze, ihr Zufluss Moince verläuft im Süden.
Im Gemeindegebiet von Louvigny befindet sich der TGV-Bahnhof Lorraine TGV, in vier Kilometer Entfernung zum Dorfkern liegt der Flughafen Metz-Nancy-Lothringen.

## Geschichte

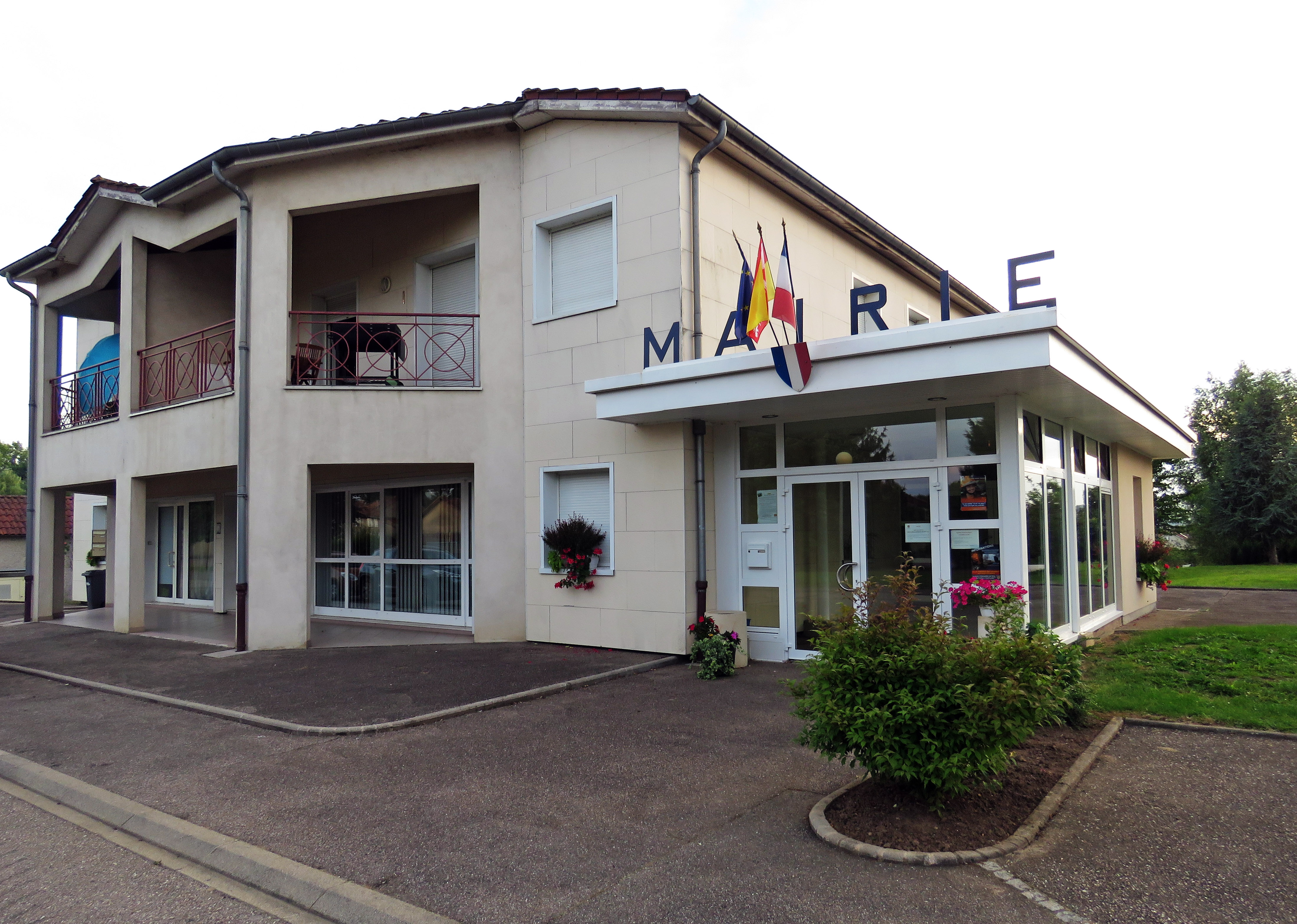
Mairie (Rathaus)

Der Ort wurde 1130 als Loviniacum erwähnt. Die Ortschaft gehörte früher zum Bistum Metz. Bei der Schlossruine sind Siedlungsspuren aus der Römerzeit gefunden worden.
Das Dorf wurde 1552 zusammen mit der Metzer Region von  Frankreich besetzt und annektiert, das sich den Besitz im Westfälischen Frieden bestätigen ließ.
Durch den Frankfurter Frieden vom 10. Mai 1871 kam die Region an das deutsche Reichsland Elsaß-Lothringen, und das Dorf wurde dem Landkreis Metz im Bezirk Lothringen zugeordnet. Die Dorfbewohner betrieben Getreide-, Kartoffel-, Obst- und Weinbau sowie Viehzucht und Viehhandel.
Nach dem Ersten Weltkrieg musste die Region aufgrund der Bestimmungen des Versailler Vertrags 1919 an Frankreich abgetreten werden. Im Zweiten Weltkrieg war die Region von der deutschen Wehrmacht besetzt und stand unter deutscher Verwaltung. Im Herbst 1944 wurde der Ort von westalliierten Streitkräften eingenommen und dabei schwer zerstört.
Von 1915 bis 1919 trug das Dorf den eingedeutschten Namen Loveningen, von 1940 bis 1944 Loweningen.
Siehe auch: Jüdische Gemeinde Louvigny.

### Bevölkerungsentwicklung
| Jahr      | 1962 | 1968 | 1975 | 1982 | 1990 | 1999 | 2007 | 2019 |
| Einwohner | 417  | 411  | 501  | 677  | 680  | 724  | 757  | 880  |

## Wappen
Rad und Rosen im Gemeindewappen waren die Symbole der Familie Faure de Fayole, die die Herrschaft über Louvigny bis zur Französischen Revolution ausübte.

## Sehenswürdigkeiten
- Kirche Saints-Côme-et-Damien, nach der Zerstörung im Zweiten Weltkrieg durch ein modernes Gebäude ersetzt
- Burgruine

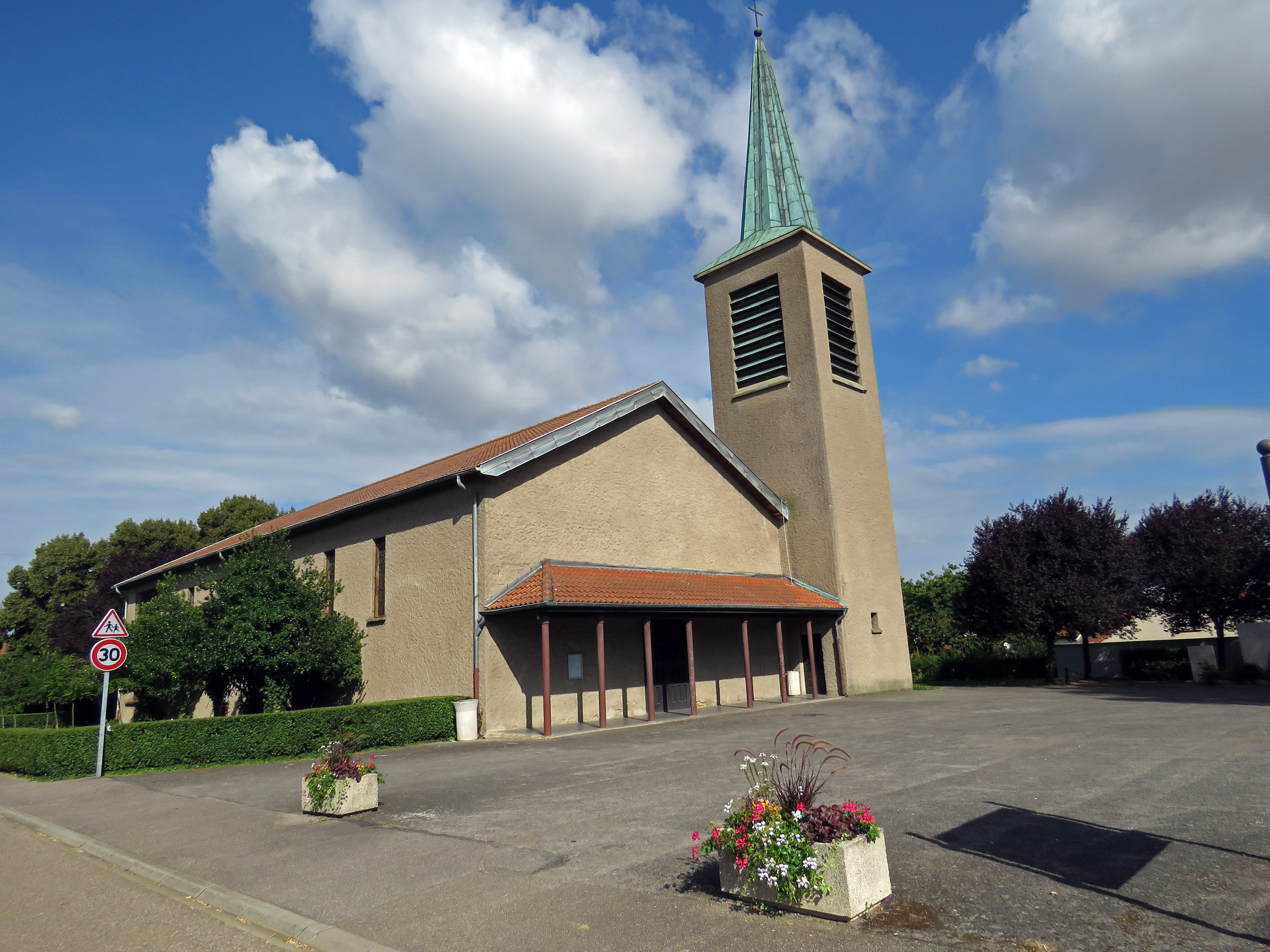
Moderne Kirche Saints-Côme-et-Damien
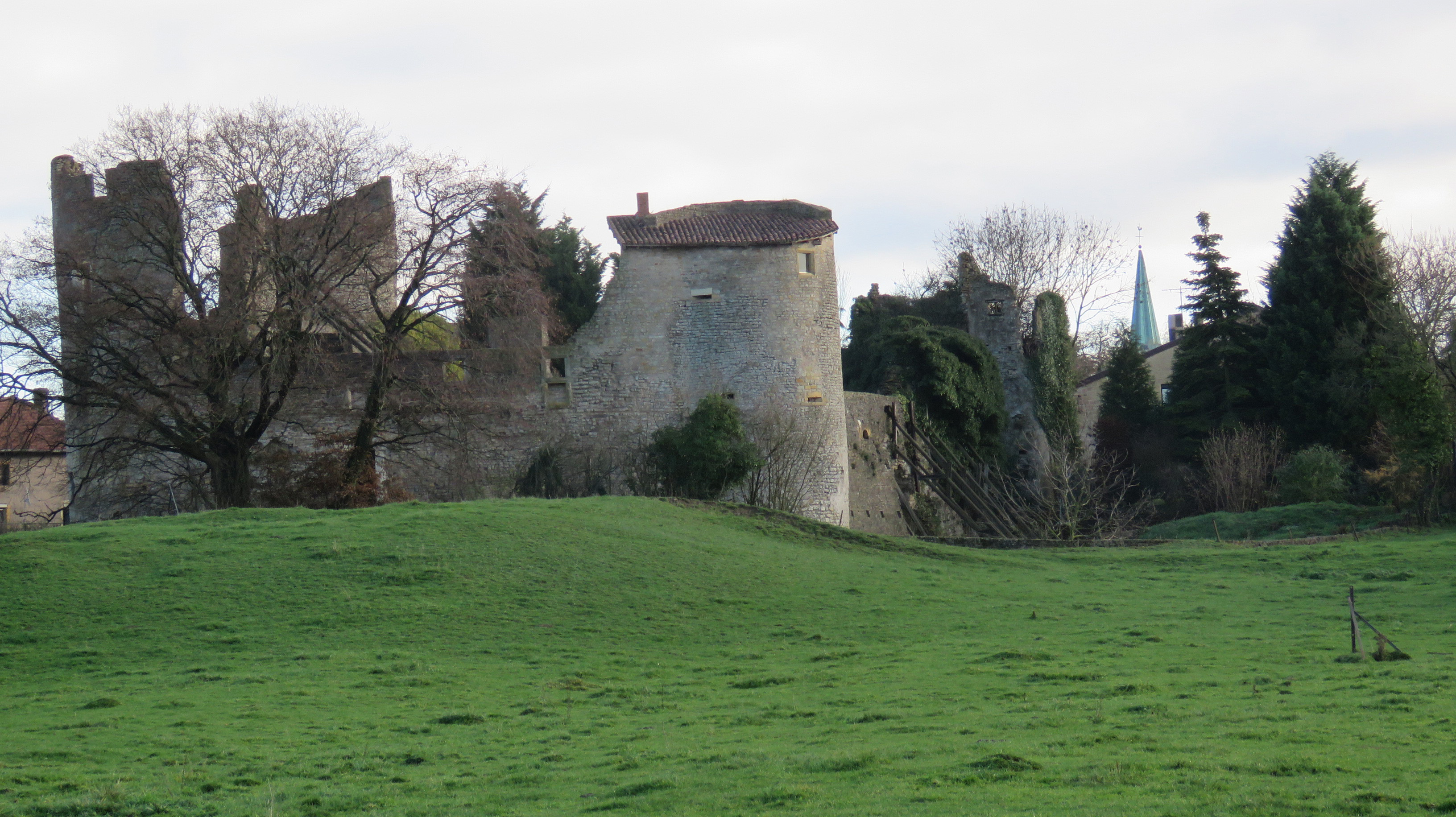
Burgruine
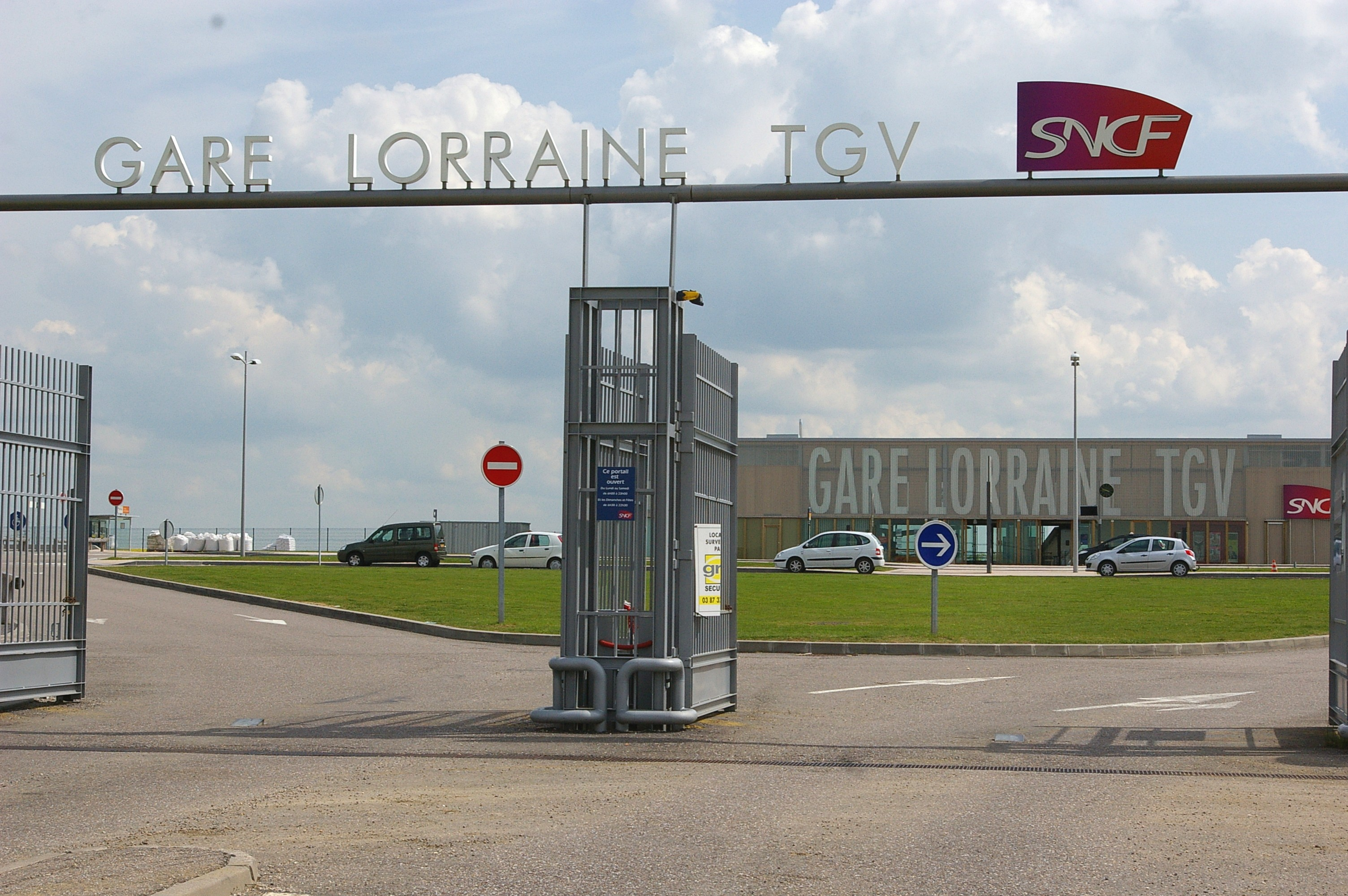
Bahnhof Lorraine TGV